# 加賀市立黒崎小学校
加賀市立黒崎小学校（かがしりつくろさきしょうがっこう）は、石川県加賀市黒崎町にあった公立小学校。

## 概要
閉校直前の2017年3月時点で20校あった加賀市立小学校の内の1校で、加賀市黒崎町と片野町を通学区域としていた。加賀市の農漁村部にあり、1958年度をピークに児童数の減少が続いていた。閉校直前の2016年度の新入生は1名、全校児童は14名であった。2017年3月末に閉校して加賀市立橋立小学校に統合された。
閉校後、運動場は天然芝を敷いて整備され、グラウンドゴルフやジュニアサッカーなどを行える黒崎多目的広場として利用されている。

## 歴史
1872年に学制が公布され、翌1873年小塩村に北浜小学校が開校するのと同時に、黒崎村に分校が開校した。はじめは民家を借り上げて校舎としていたが、1875年に平屋の校舎を新築、1882年に2階を増築した。1879年11月に独立して黒崎村と片野村を通学区域とする蓮池小学校となり、1885年4月に黒崎小学校に改称している。1886年に公布された小学校令に伴って1887年4月に小学簡易科に指定され、尋常科で学ぼうとする児童は北浜小学校尋常科に通った。1889年4月に町村制施行に伴って黒崎村、片野村、深田村、宮村、高尾村、田尻村によって黒崎村が、橋立村と小塩村によって橋立村が成立し、1890年公布の小学校令で小学簡易科が廃止されると、1892年4月に黒崎村橋立村学校組合が結ばれ、黒崎尋常小学校となった。また、1891年に校舎を新築、移転している。
片野に一時期分校が設置された。
1883年11月に片野村に片野分校が設置されるが、1885年5月に閉校、翌1886年1月に冬季分教場として再度設置された。1893年6月に第2学年以下の常設分教場が設置された後、1901年3月に片野分教場は廃止された。
1905年、再度橋立村と黒崎村で学校組合が結ばれた。1908年4月、黒崎尋常小学校は廃止されて北浜尋常高等小学校黒崎分教場となり、黒崎村字黒崎および字片野の尋常小学校第5学年までの児童が学ぶ場となった。その後、1941年国民学校令施行により北浜国民学校黒崎分校、1947年学制改革により橋立村立北浜小学校黒崎分校、1952年4月橋立村立橋立小学校黒崎分校、同年6月橋立村を橋立町とする町制施行に伴い橋立町立橋立小学校黒崎分校と名称が変更された。児童の増加に伴って1957年に橋立町立黒崎小学校として独立し、1958年1月に加賀市の発足に伴って加賀市立黒崎小学校となった。また、大正の間に校舎を新築し、1952年に1教室、1956年に職員室と2教室を増築している。
1963年に校歌を、1967年に校章を制定した。この頃から児童数は少なく、複式学級の編制、教育機器の利用、他校との交流といった施策が行われた。1978年4月時点の児童数は38名であった。1982年に2教室、1984年に1教室の増築を行ったほか、職員室や児童玄関の改修を行っている。1988年に校地を移転、校舎を新築して、プール（6月完成）や給食調理室（8月完成）を備えた防音校舎で学べることとなった。
児童の減少は止まることが無く、1993年に複式学級が編制された。片野町内に拠点の1つを設けていた幸福会ヤマギシ会の関係で児童数が増加して1995年に複式学級が解消されたが、一時的なものであった。2007年ごろに黒崎小学校と橋立小学校を統合して新たに校舎を建設する構想が加賀市によって持ち上がった。しかし、学区内でこれに反対する運動が起こり、20歳以上の住民の9割を超える数の署名とともに加賀市議会に対して陳情がなされた。2009年からは1・2年、3・4年、5・6年の3学級で編制される完全複式学級となっていた。その後、加賀市教育委員会は複式学級を解消する方針を執り、学区内の住民と協議をした結果、2017年3月末に黒崎小学校を閉校しておよそ2km離れた橋立小学校に統合することを決定した。2016年度の児童数は14名であった。